# Attilio Prevost
Attilio Prevost (6 de septiembre de 1890 - 3 de mayo de 1954) fue un fotoperiodista, ingeniero y empresario italiano. Pionero del cine italiano, fotógrafo y camarógrafo, es recordado por haber sido uno de los primeros fotoperiodistas de guerra, acompañando al Regio Esercito durante la Primera Guerra Mundial. Junto con su esposa Elena Lanzoni Prevost, fundó en 1913 la Officine Prevost, una fábrica de equipos de cine activa desde 1913 hasta 1991. Es reconocido por ser el inventor de la primera moviola del mundo dispuesta sobre una mesa horizontal.

## Semblanza

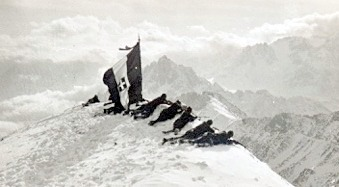
Alpini apostados sobre el Monte Santo de Gorizia
Archivio Lari Prevost Mojana

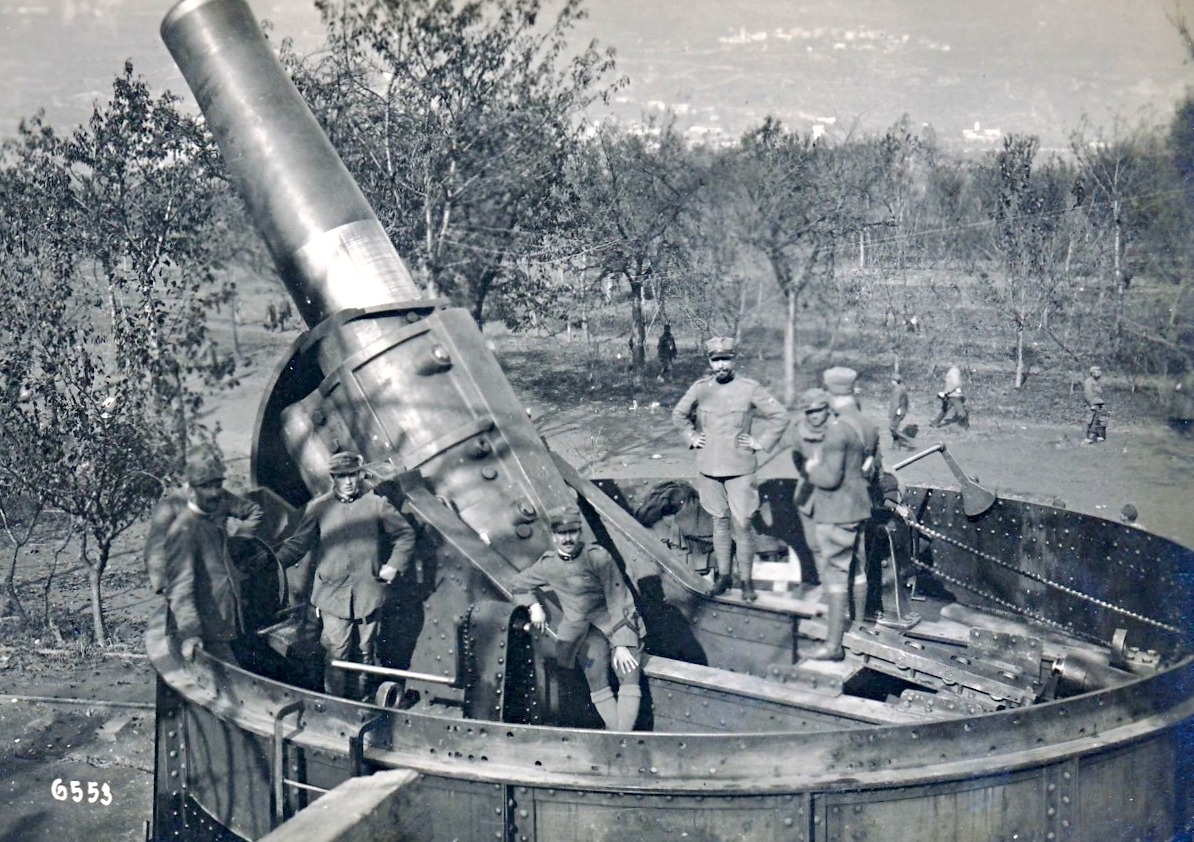
Soldados del Ejército Real con un obús de 420 mm abandonado por el ejército austríaco en retirada
Archivio Lari Prevost Mojana

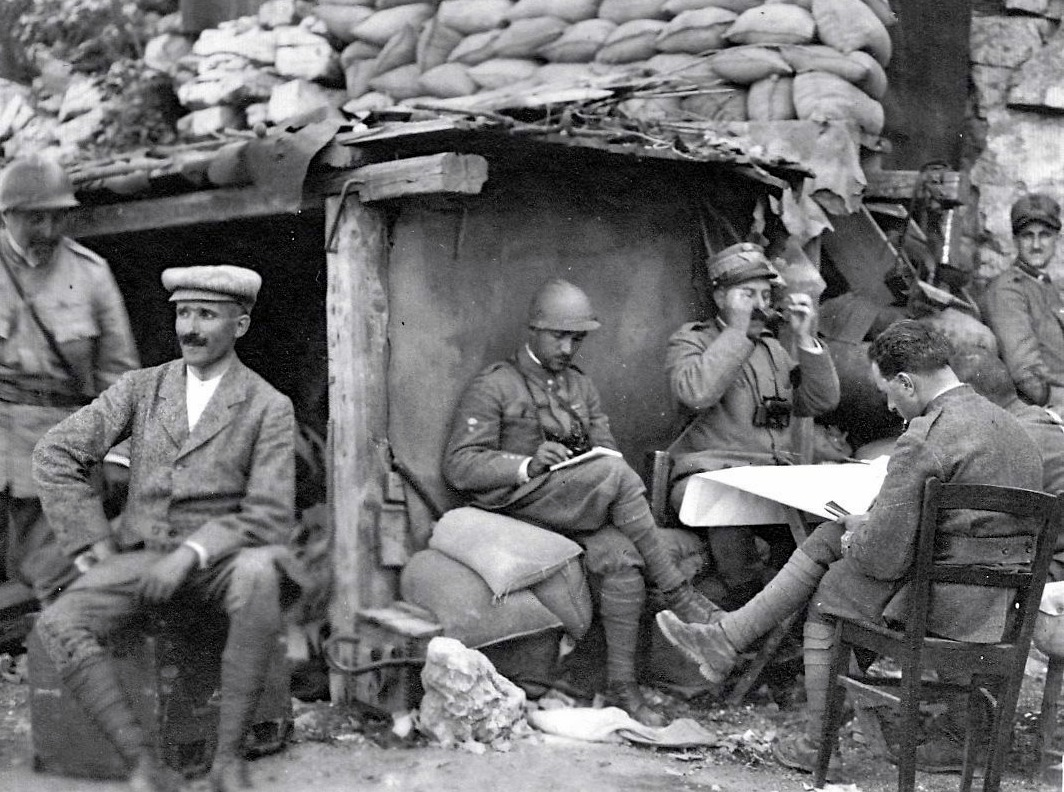
El director de orquesta Arturo Toscanini (primero sentado desde la izquierda) con soldados italianos en agosto de 1917. «El 26 de agosto dirigió durante aproximadamente una hora, a las diez de la noche y con los combates en marcha, un concierto improvisado. La respuesta de los austriacos no se hizo esperar, y comenzaron a bombardear ciegamente la zona».
Archivio Lari Prevost Mojana

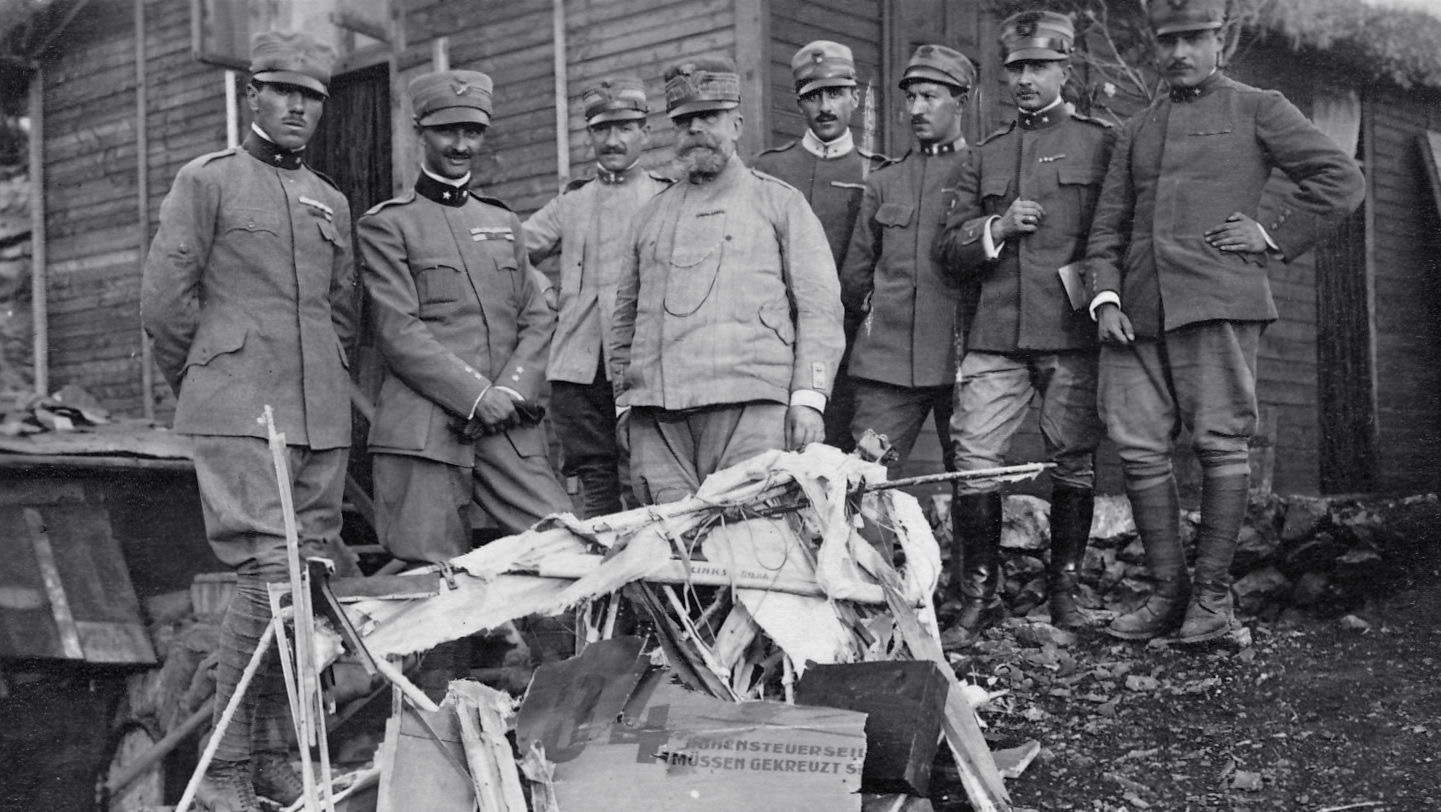
Dos ases de la aviación italiana, Francesco Baracca (primero desde la izquierda) y Fulco Ruffo di Calabria (segundo desde la izquierda), con otros aviadores - (1917 o 1918)
Archivio Lari Prevost Mojana

Hijo de Giuseppe Prevosto y de Maria Maddalena Giraudi, Attilio obtuvo oficialmente el permiso del Rey en 1927 para usar el apellido en su antigua dicción de origen francés, mientras que sus hermanos y parientes piamonteses prefirieron mantener la forma italiana.
Siempre apasionado por el cine y la fotografía y su vertiente técnica aplicada a la industria, se fue a estudiar a París, la ciudad del cine, donde en 1895 los hermanos Lumière habían organizado la primera proyección pública, y donde Attilio obtuvo el Diplôme d 'Ingénieur en L'École du Génie Civil.
En 1908 estaba trabajando para Milano Films, empresa del documentalista y pionero de la cinematografía italiana Luca Comerio, época en la que desarrolló la cámara de cine Prevost de 35 mm, un dispositivo que tuvo gran éxito, probado por Prevost y Comerio durante la guerra ítalo-turca (1911-12), durante la que se convirtieron en operadores-reporteros.
En 1912 produjo un cortometraje documental sobre el eclipse solar del 17 de abril de aquel año, filmado en el Observatorio Astronómico de Brera de Milán, para lo que diseñó un dispositivo especial acoplado al gran telescopio utilizado unos años antes por el astrónomo Giovanni Schiaparelli para sus investigaciones sobre Marte. Ese mismo año, conoció en Milano Films a su futura esposa, Elena Lanzoni, que trabajaba en la administración de la empresa.
Con Elena, con quien permanecería casado durante 40 años, Attilio fundó en 1913 la primera sociedad Prevost, dedicada a la producción de cámaras de cine, lámparas de arco voltaico y diversos accesorios ópticos. En 1915 fundaron la productora cinematográfica Astra Film en Milán, con la que produjeron algunas películas de cine mudo.
Con el estallido de la Primera Guerra Mundial, Attilio fue enviado al frente como operador de cine y fotógrafo de guerra. Tras la derrota italiana en la batalla de Caporetto en 1917, se prescindió de empresas privadas, quedando la filmación de guerra en manos de la Sección Cinematográfica del Ejército Italiano en exclusiva. A las órdenes del Comando Estratégico, el teniente Prevost filmó y fotografió los campos de batalla antes y después del ataque austríaco. Tomó miles de imágenes en blanco y negro, y filmó los campos de prisioneros y las líneas del frente durante el asalto. Fue el primero en documentar la entrada triunfal de las tropas italianas en Trento y Trieste, así como las trincheras en el Karst y en el río Piave. También fotografió las visitas al frente de Arturo Toscanini, del actor Armando Falconi y del poeta Gabriele D'Annunzio.
Tras su experiencia en el frente, regresó a Milán, y con su futura esposa decidió dedicarse por completo a la construcción de equipos cinematográficos. En esta época tuvo la idea de crear una mesa para la edición de películas más cómoda y versátil que la Moviola vertical estadounidense, y capaz de fácilitar el trabajo de edición en un dispositivo con estructura de mesa, que tenía la posibilidad de visualizar la película infinitas veces tanto hacia adelante como hacia atrás, con velocidad regulable y sin desgastarla en exceso.
Hacia 1925 comenzó la producción del proyector de cine mudo de 35 mm modelo Splendor de 16 fotogramas por segundo, provisto de una linterna de arco de carbono. Con el advenimiento del cine sonoro en 1927, inició la fabricación del proyector Rex, con avance de película a 25 fotogramas por segundo.
El éxito de su moviola propició pedidos de los principales estudios cinematográficos italianos. La mayoría de las películas del neorrealismo italiano se editaron en las moviolas de Attilio Prevost: los directores Visconti, Rossellini, De Sica, Lattuada, Germi y Fellini eran algunos de sus fieles clientes. Orson Welles encargó su primera moviola Prevost en 1936. Attilio y Elena se casaron en 1936.
Durante la Segunda Guerra Mundial la noche del 12 al 13 de agosto de 1943, el bombardeo de Milán destruyó gran parte del taller y todo el archivo histórico. Gracias a la constante ayuda de los trabajadores, en tan solo un mes se pudo reanudar el trabajo en la fábrica. El 18 de junio de 1944 los alemanes ocuparon los talleres de Prevost, e impusieron la presencia de uno de sus militares de la Wehrmacht encomendado de verificar que los envíos de proyectores se hicieran a tiempo, según los acuerdos que se mantuvieron vigentes hasta el final del conflicto.
En 1951, tras el final de la guerra, se incorporó a la empresa Annamaria Lari (1934), sobrina nieta de su mujer Elena Prevost, que vivía con sus abuelos desde 1935. Attilio, que no tuvo hijos, la adoptó como hija en 1953, y tras su muerte en 1954, Annamaria Lari Prevost se convirtió en propietaria de la empresa.
En junio de 1952 Attilio Prevost fue elegido por aclamación alcalde de Magreglio, un pequeño pueblo de la provincia de Como ubicado en el Triángulo Lariano que había comenzado a frecuentar en 1936. Asumió el cargo mientras seguía viviendo en Milán y trabajando en la empresa, llamando al ayuntamiento el domingo.
Attilio Prevost murió repentinamente el 3 de mayo de 1954 en su casa de Milán de un edema pulmonar a la edad de tan solo 63 años. Fueron innumerables los telegramas y testimonios de estima y admiración por el ingeniero Prevost y por su importante contribución al cine internacional. El mismo día recibió una carta de felicitación de la tripulación de cabina del cine Livorno por el excelente funcionamiento de los sistemas Prevost CinemaScope. En esos días se proyectaba The Robe (de Henry Koster, 1953), la primera película rodada en Cinemascope.
Está enterrado en el Cementerio Monumental de Milán, junto a su esposa Elena.

#### Sociedad Cinematográfica Elena Lanzoni
En enero de 1919, Elena Lanzoni fundó la compañía Elena Lanzoni Films para el comercio de películas cinematográficas (con sede en Milán, en vía Boccaccio 45, y corresponsales en Atenas, Barcelona, Lima, Londres, Moscú, Buenos Aires, París, El Cairo y Río de Janeiro). Elena solía viajar a París en el Expreso de Oriente a comprar las primeras películas mudas de los Hermanos Lumiere, para luego alquilarlas a través de su empresa a las distribuidoras cinematográficas italianas.

#### Talleres Prevost

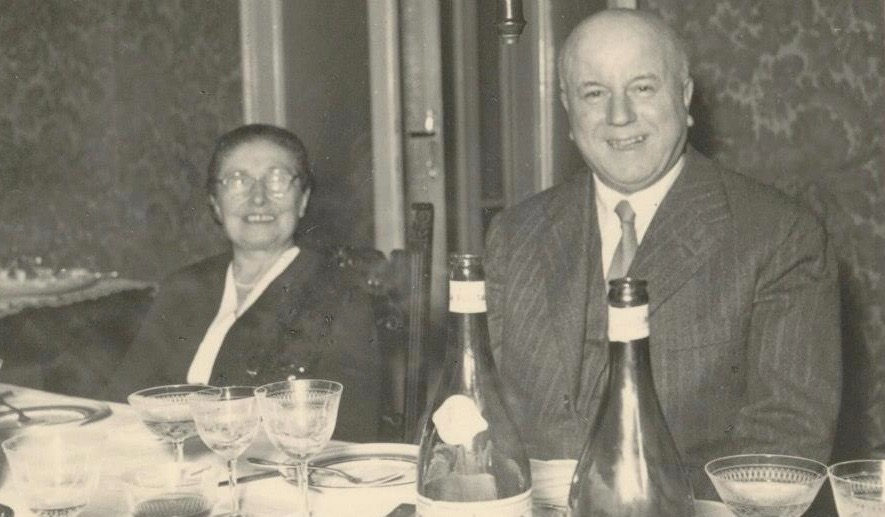
Attilio y Elena Prevost en 1952

En 1934, la empresa fundada en 1913 se trasladó a vía Forcella 9, y abrió una tienda en la vía Vittor Pisani 9 de Milán.
A los pocos meses de su matrimonio, en 1937, Elena y Attilio, con la ayuda de su hermano Augusto Prevosto, y a través de la inmobiliaria Anguissola, compraron un terreno en vía Desenzano, donde se construyó la nueva sede de la empresa. En 1937, se abrieron tiendas para su exhibición en Turín y Génova, así como una sucursal en Roma, en vía Magenta 19. Luigi Lanzoni, hermano de Elena, fue enviado para dirigir la filial de Roma, que tuvo el mérito de cultivar relaciones rentables con el entorno del cine romano, incluidos los estudios de la entonces naciente Cinecittà.
El 16 de marzo de 1939 Prevost declaró el traslado de vía Forcella a la sede definitiva en vía Desenzano, 2 en Milán.
En 1946, se estableció Officine Prevost s.r.l. con sede en vía Desenzano 2, Milán, ingresando en la empresa Attilio Prevosto jr., hijo de Augusto Prevosto. A la muerte de Attilio Prevost se convirtieron en propietarios de Officine Prevost s.r.l. su esposa Elena, su nieta adoptada Annamaria Lari Prevost, y su sobrino Attilio Prevost jr. En 1957 se incorporó a la empresa Franco Mojana (1931-2008), esposo de Annamaria Lari Prevost.
En 1965, tras la muerte de Elena Lanzoni Prevost, se fundaron las "Officine Prevost s.a.s. di Annamaria Lari Prevost & C.". Annamaria Lari Prevost sería propietaria y presidenta de la empresa de 1965 a 1991.
La compañía pasó a ser una sociedad anónima en diciembre de 1975, cambiando su nombre a "Officine Prevost Spa". Finalmente, cesó su actividad en 1991, y con el cese de la producción, también desapareció la marca Prevost.

## Invenciones

### Moviola horizontal Prevost

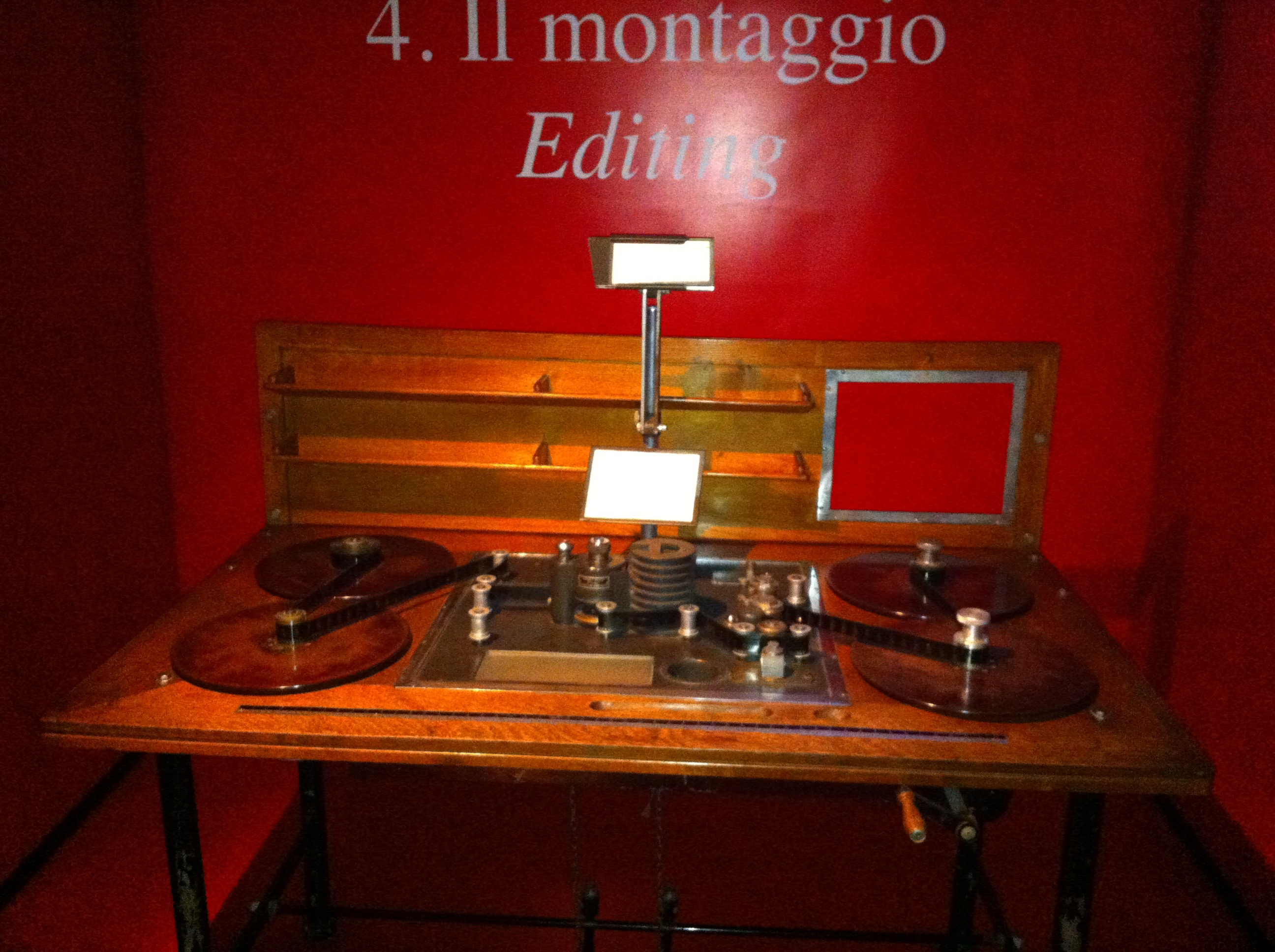
Una de las primeras mesas de edición de películas de la Officine Prevost (Museo Nacional del Cine de Turín)

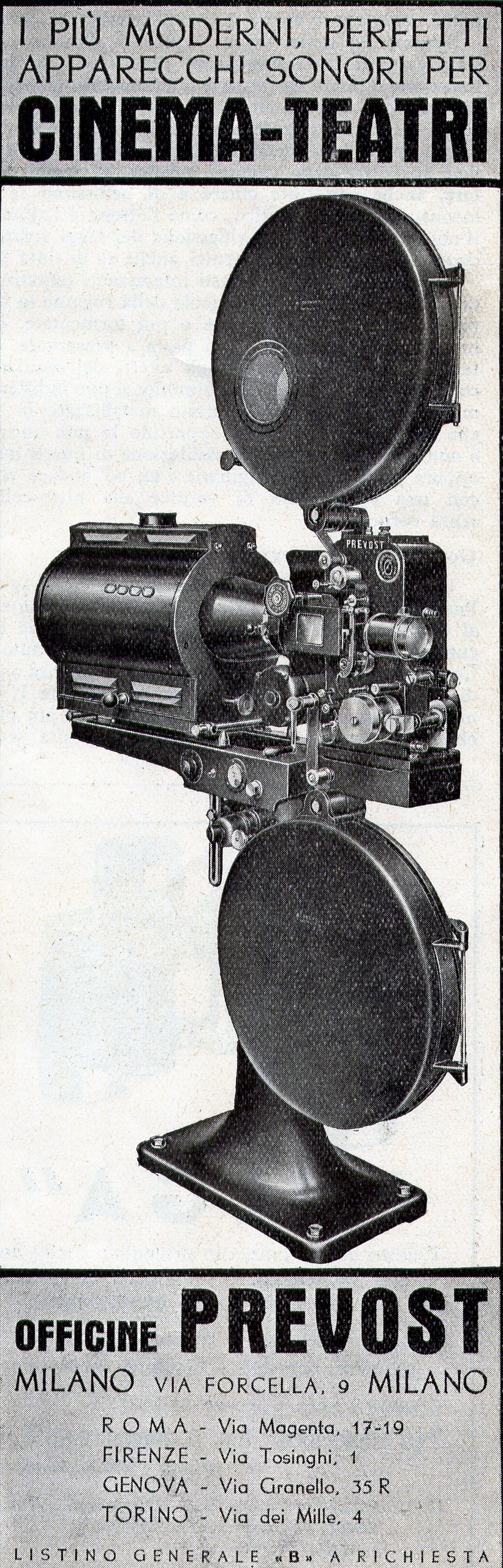
Proyector Prevost producido en la fábrica de Vía Forcella (Milán). Publicidad de 1937

Hacia el final de los años 1920, Prevost construyó y produjo en la fábrica de vía Ripamonti la primera mesa para edición de películas en el mundo con una superficie de trabajo horizontal y movimiento continuo de la película, que utilizaba para la proyección un sistema de compensación óptica patentado por él mismo. Este mecanismo permitía que la película se moviera de forma continua en lugar de a intervalos (como en el mecanismo de "cruz de Malta"), y a pesar de su nitidez ligeramente menor, redujo el ruido y permitió que la película se viera hasta a diez veces su velocidad nominal, reduciendo además su desgaste.
A diferencia de la "moviola vertical" utilizada en Hollywood, que entregaba el "corte final" exclusivamente a la producción, con la moviola de Prevost el director podía situarse junto al editor, mirar la imagen y participar en esa parte decisiva del proceso de creación de la película, que de esta manera se convertía de lleno en la obra del director.
Esta solución tecnológica fue inmediatamente preferida a la Moviola estadounidense (patentada por Iwan Serrurier en 1917), y se convirtió en el estándar europeo. La actividad ligada a la producción de moviolas registró un rápido aumento, pasando de 10-12 unidades al año a una cantidad que ya se había triplicado hacia 1940.
Se conserva un ejemplar de la moviola de Prevost en el Museo Nacional del Cine de Turín.

### Proyectores Prevost

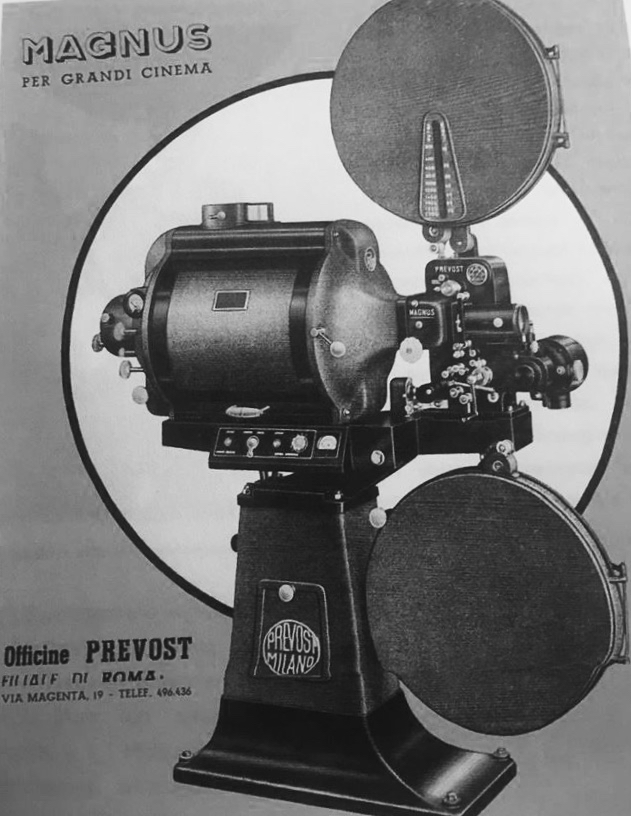
Proyector Prevost Magnus

Durante la década de 1930, Prevost produjo la serie histórica de proyectores teniendo en cuenta la evolución de la técnica cinematográfica, que incluía los modelos Rex, Alfa, Delta, Imperio y Magnus. Estos diseños se renovaron constantemente, y el modelo Magnus se mantuvo en producción hasta la década de 1950, convirtiéndose en uno de los productos más populares y vendidos de la compañía.
En 1952 comenzó la era del Cinemascope (un sistema patentado por 20th Century Studios que permitía ampliar enormemente el campo de visión en la pantalla). Attilio Prevost creó el proyector Cinescope, un modelo muy apreciado por los exhibidores de cine A principios de la década de 1950 también comenzó la producción de proyectores de la serie P, como el P10, P20, P30, etc. en colaboración con su sobrino Attilio jr.
El proyector inmortalizado en la película Cinema Paradiso de Giuseppe Tornatore (1989) es un Prevost de los años treinta.

### Fotocoagulador Raverdino
En 1952 Attilio Prevost, en agradecimiento a su amigo el profesor Emilio Raverdino, quien había operado de cataratas en Milán con una delicada cirugía a su esposa Elena, se comprometió a crear un dispositivo para aplicaciones de cirugía oftálmica. Con el consejo de Raverdino y la colaboración de su sobrino Attilio jr, se creó el Fotocoagulador, un dispositivo emisor de luz (precursor del láser) para aplicaciones quirúrgicas en la retina. Lamentablemente solo tuvo tiempo de completar la fase de proyecto, y su sobrino Attilio jr se encargó de la producción después de la muerte de su tío.

## Legado
La notable producción fotográfica del fotoperiodista, clasificada y depositada durante décadas en el Ministerio de Guerra, se conserva ahora en los archivos del Ministerio de Defensa de Italia.

## Reconocimientos
- En 1926 recibió de manos del Rey Víctor Manuel III de Italia la Cruz de Guerra al Valor con la siguiente motivación: « [...] Al teniente Attilio Prevost, encargado de la sección fotográfica y cinematográfica de la Real Armada, que para cumplir con su cometido siempre dio prueba de gran iniciativa, determinación y desprecio por el peligro. En el frente, siempre en calma incluso en los momentos más difíciles, se encontró operando bajo un intenso fuego de artillería y ametralladoras enemigas, lo que nunca disminuyó la precisión técnica del trabajo que se le encomienda. Área de operaciones, Bainsizza, mayo de 1917 - octubre de 1918.»[5]
- En 1948, el papa Pío XII le otorgó el honor de Caballero de la Orden de San Gregorio Magno por su extraordinario compromiso como fotógrafo y camarógrafo durante la Primera Guerra Mundial y por su actividad emprendedora e innovadora en la industria cinematográfica italiana.